# Dil Se
Dil Se er en indisk bollywoodfilm fra 1998 instrueret af Mani Ratnam.

## Handling
Amar (Shah Rukh Khan) er en radiojournalist som bliver sendt til Meghalaya i det nordøstlige Indien. Der møder han en pige ved navn Meghna.